# Wulf von Schimmelmann
Wulf Freiherr von Schimmelmann (* 19. Februar 1947 in Steinhöring) ist ein deutscher Manager. Er war von Februar 1999 bis Juni 2007 Vorsitzender des Vorstands der Postbank und von Januar 2009 bis April 2017 Aufsichtsratsvorsitzender der Deutschen Post AG.

## Leben
Baron von Schimmelmann machte sein Abitur an der Schule Schloss Salem und studierte Wirtschaftswissenschaften in Hamburg und Zürich. An der Universität Zürich wurde er mit summa cum laude promoviert; seine Dissertation befasste sich mit dem Sparanlageverhalten von Privatpersonen.
Ab 1972 war er bei der Unternehmensberatung McKinsey tätig, zuletzt als Partner. 1978 wechselte er in den Vorstand der baden-württembergischen Landesgirokasse in Stuttgart, 1984 zur DG Bank und 1991 in die Geschäftsleitung der Frankfurter BHF-Bank, bei der er persönlich haftender Gesellschafter wurde. 1999 holte ihn der damalige Postchef Klaus Zumwinkel, mit dem er bereits seit seiner Tätigkeit bei McKinsey bekannt war, an die Spitze der Postbank und in den Vorstand der Deutschen Post AG. Unter der Führung Wulf von Schimmelmanns stieg die Postbank 2006 in den Dax auf. Im Jahr 2007 trat er überraschend aus „persönlichen Gründen“ vom Vorstandsvorsitz der Postbank zurück. Sein Vertrag lief noch bis 2008. Wulf von Schimmelmann erklärte dazu: „Ich habe das große Glück, dass ich derzeit nichts tun muss, was mir keinen Spaß macht.“ Bis Dezember 2009 war er auch Aufsichtsratsmitglied bei der Deutschen Telekom, im Januar 2009 wurde er Aufsichtsratsvorsitzender der Deutschen Post AG.
Er war unter anderem auch bei Accenture, der Tchibo-Holding und Thomson Reuters im Board bzw. Aufsichtsrat. Von Schimmelmann ist außerdem Honorarprofessor an der wirtschaftswissenschaftlichen Fakultät der Universität Konstanz, die ihm 2006 die Ehrendoktorwürde verlieh. Für den Softwarehersteller SAP wurde er nach dem Börsengang 1988 der erste Aufsichtsratsvorsitzende.

## Persönliches
Wulf Freiherr von Schimmelmann stammt aus der holsteinisch-dänischen Adelsfamilie Schimmelmann. Er ist seit März 1996 mit Benita Freiin von Gersdorff verheiratet und wohnt in Berg am Starnberger See.